# クラレンス・バーズアイ
クラレンス・バーズアイ（英：Clarence Birdseye、1886年12月9日 – 1956年10月7日）は、アメリカ合衆国の発明家・実業家・博物学者。現代的な冷凍食品産業の創始者と言われ、ダブルベルト冷凍機の発明で知られる。冷凍食品会社・バーズ・アイの創業者である。

## 経歴
バーズアイは、1886年にニューヨーク市ブルックリン区で、弁護士・クラレンス・フランク・バーズアイとエイダ・ジェーン・アンダーウッドの第六子として生まれる。幼い頃から狩猟や剥製に夢中になっていた。アマースト大学で生物学を学び、ニューメキシコ州とアリゾナ州で米国農務省に勤務していた。
1912年、ニューファンドランド自治領ラブラドールで狐皮を商売を行っていた。そこで、イヌイットの人から、氷上釣りをする方法を教わった。1914年、-40℃の気候の中で、釣った魚がほとんど瞬時に凍り、解凍するとニューヨークで売られていた冷凍魚介類よりも新鮮な味がすることを発見した。バーズアイは、この知識は儲けに繋がることをすぐに認識した。
凍結点付近でゆっくり凍らせると、動物や野菜の細胞内に氷の結晶ができ、解凍すると損傷した組織から細胞液が漏れて、食べ物は柔らかいまたは乾燥した状態になる。急速凍結は、より低い温度で凍結させるため、結晶ができるまでの時間が短く、細胞への損傷も少なくなる。
1922年、バーズアイはクロセル・リフレーディング・カンパニーで魚の冷凍実験を行い、その後、バーズアイ・シーフーズ社を設立する。
1925年、自身の冷凍法をマーケティングするために設立したゼネラル・シーフード社をマサチューセッツ州グロスターに置く。バーズアイの最新の発明であるダブルベルト冷凍機は、包装された魚を運ぶ一対のステンレス製ベルトを冷たい塩水で冷やし、魚を急速冷凍するものである。この発明は、米国特許第1,773,079号を取得し、現代の冷凍食品産業の始まりと言われる。
その後、さらに早く冷却する機械の特許を取得した。1927年には多板式冷凍機の特許を取得し、この機械は数十年にわたって食品の冷凍保存の基礎として使用された。
1929年、自社をゴールドマン・サックスとポスタム・カンパニーに2200万ドルで売却した。この会社は後にゼネラルフーヅとなり、バーズ・アイという冷凍食品ブランドを立ち上げた。
1949年、バーズアイは食品技術研究所（IFT）のバブコック・ハート賞を受賞した。
1956年10月7日、ニューヨーク市マンハッタン区のグラマシー・パーク・ホテルで心臓発作のため死去、享年69歳。
バーズ・アイの名は21世紀に至って有名な冷凍食品のブランドとして残っている。2005年には全米発明家殿堂入りを果たしている。